# 福山市立内海中学校
福山市立内海中学校（ふくやましりつ うつみちゅうがっこう）はかつて広島県福山市内海町田島にあった公立中学校。

## 概要
福山市西南部の瀬戸内海に浮かぶ内海町全域を学区とする。内海町は田島と横島という二つの有人島を主な区域とするが、平地が少ないことから可住区域が少なく、田島の南岸部や横島の西～南岸部には人家はほとんどない。産業は漁業が主だったが、内海大橋開通（1989年10月4日）以降は異常気象時以外は無制限に本土との往来ができるようになったため海を生かした観光にも力を入れるようになった。
1973年以前の沼隈郡内海町は田島全域を学区とする内海町立内海東中学校（旧：田島村立田島中学校）と横島全域を学区とする内海町立内海西中学校（旧：横島村立横島中学校）と島ごとまたは発足前の村ごとに中学校が二つ存在した。しかし、過疎化により人口は1950年の約8千人を頂点に減少の一途をたどったことから統合されることになった。統合後も内海町の人口流出は止まっておらず、生徒数は100人を大きく割り込んでいる。福山市内でも生徒数の少ない中学校の一つである。
学校は旧沼隈郡内海町域のほぼ中央部、田島の北岸部にある。学校の北側を広島県道53号沼隈横田港線が通っており、その先は瀬戸内海である。校地は旧内海町立内海東中学校の校地を利用している。

## 沿革
- 1973年[2]
  - 4月1日 - 内海町立内海西・内海東両中学校が統合して設置される。
  - 8月 - 沼隈郡内海町ロ933に校舎が完成。（現在地）
- 1975年 - 校歌制定。（作詞：喜多紀世雄、作曲：古関裕而[3]）
- 2003年2月3日 - 沼隈郡内海町が福山市に編入されたことに伴い校名が福山市立内海中学校に改称され、併せて所在地表示も変更される（→福山市内海町ロ933）。
- 2012年 - 小中一貫教育推進事業の取組み開始。
- 2022年
  - 3月20日 - 閉校式を敢行する[4]
  - 3月31日 - 生徒数減少に伴う学校再編のため、この日をもって閉校となる。（統合先は福山市立想青学園）

## 学区
各小学校の学区は以下の通りである。総じて旧内海町全域に相当。
福山市立内浦小学校区
- 内海町田島（およそ東～南部地区）

福山市立内海小学校区
- 内海町田島（およそ西～北部地区）
- 内海町横島全域

## 学区の地理

### 主要施設
- 福山市内海支所

### 名所・旧跡・観光地
- クレセントビーチ
- 横山海岸海水浴場
- ドルフィンビーチ

### 自然景観
- 瀬戸内海

### 教育機関（小学校以上）
- 福山市立内浦小学校
- 福山市立内海小学校

## アクセス
- トモテツバス 新川線・沼南線「宮脇山八幡神社前」よりすぐ